# HGF (estación de metro)
HGF (Hospital General de Fortaleza) es la sexta estación de la Línea Este del Metro de Fortaleza. Esta estación también en construcción permitirá un fácil acceso al Hospital General de Fortaleza, el HGF.

## Características
Implantada entre la avenida Santos Dumont y la calle Joaquim Lima, esta estación tendrá la característica diferenciadora de ser la única estación en curva de la línea Este. La estación prioriza la atención al entorno del eje de la avenida Santos Dumont y usuarios del Hospital General de Fortaleza localizado próximo a la estación.

## Beneficios
La necesidad de un amplio área de expropiación entre las avenidas Santos Dumont y Joaquim Lima, resultara posteriormente en un amplio área de comercialización próximo a la calle Profesor Otávio Lobo, así como dos bloques de Comercios formando así una pequeña galería comercial a cielo abierto.
- Datos: Q18416762